# Mallory Burdette
Mallory Burdette nacida el 28 de enero de 1991 es una tenista profesional estadounidense. Su ranking más alto a nivel individual fue el puesto n.º 80, alcanzado el 27 de mayo de 2013. A nivel de dobles alcanzó el puesto n.º 292 el 13 de agosto de 2012. No posee en su palmarés títulos WTA pero sí del circuito ITF con 2 títulos a nivel individual. No ha cosechado hasta el momento títulos en dobles.

## Finales de la ITF disputadas

### Singles: 2 (2–0)
| torneos de $100,000 |
| torneos de $75,000  |
| torneos de $50,000  |
| torneos de $25,000  |
| torneos de $10,000  |

| Resultado | N.º | Fecha      | Torneo            | Superficie | Rival          | Resultado |
| Campeona  | 1.  | 22.07.2012 | Evansville, USA   | Dura       | Duan Yingying  | 6–1, 6–2  |
| Campeona  | 2.  | 05.08.2012 | Vancouver, Canadá | Dura       | Jessica Pegula | 6–3, 6–0  |

### Dobles 1 (0–1)
| torneos de $100,000 |
| torneos de $75,000  |
| torneos de $50,000  |
| torneos de $25,000  |
| torneos de $10,000  |

| Resultado | N.º | Fecha      | Torneo          | Superficie | Pareja           | Rivales en la final    | Resultado |
| Finalista | 1.  | 22.07.2012 | Evansville, USA | Dura       | Natalie Pluskota | Duan Yingying Xu Yifan | 6–2, 6–3  |

## Actuación en individuales
| Torneos Grand Slam |    |   |     |
| Australia          | A  | A | 0–0 |
| Roland Garros      | A  |   | 0–0 |
| Wimbledon          | A  |   | 0–0 |
| US Open            | 3R |   | 2–1 |